# Valerianella
Valerianella  es un género  de plantas de la antigua familia Valerianaceae, ahora subfamilia Valerianoideae. Comprende 190 especies descritas y de éstas, solo 16 aceptadas.

## Descripción
Son hierbas anuales. Tallos ramificados dicotómicamente. Flores hermafroditas, en inflorescencias cimosas densas. Cáliz con 1-6 dientes o ausentes, persistentes en la fructificación en forma de apéndice no plumoso. Corola con tubo corto, infundibuliforme, ligeramente giboso y 5 lóbulos ligeramente desiguales. Androceo con 3 estambres. Estigma trífido. Fruto con las 2 cavidades estériles más o menos desarrolladas y frecuentemente con una capa de tejido esponjoso de grosor variable.

## Taxonomía
El género fue descrito por Philip Miller y publicado en The Gardeners Dictionary...Abridged...fourth edition vol. 3. 1754. La especie tipoes:
Contiene a las siguientes especies (la lista puede estar incompleta):

## Especies seleccionadas
- Valerianella affinis
- Valerianella carinata
- Valerianella coronata
- Valerianella cupulifera
- Valerianella dentata
- Valerianella discoidea
- Valerianella echinata
- Valerianella eriocarpa
- Valerianella fusiformis
- Valerianella locusta
- Valerianella microcarpa
- Valerianella muricata
- Valerianella pumila
- Valerianella rimosa
- Valerianella multidentata
- Valerianella vesicaria